# 罗克迪尔
罗克迪尔（法語：Roquedur，法語發音：[ʁɔkdyʁ]）是法国加尔省的一个市镇，位于该省西部，属于勒维冈区。

## 地理
罗克迪尔（43°58'33"N, 3°40'32"E）面积10.85 平方千米，位于法国奧克西塔尼大區加尔省，该省份为法国南部沿海省份，南端濒地中海，北起顺时针与阿尔代什省、沃克吕兹省、罗讷河口省、埃罗省、阿韦龙省和洛泽尔省接壤。
与罗克迪尔接壤的市镇（或旧市镇、城区）包括：圣安德烈-德马让库勒、圣布雷松、圣于连德拉内夫、叙梅讷、勒维冈。

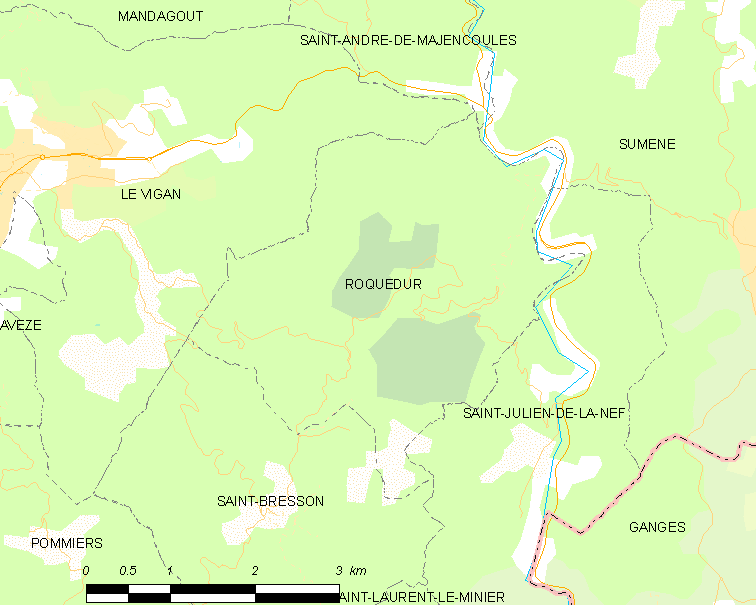
罗克迪尔的OSM定位图

罗克迪尔的时区为UTC+01:00、UTC+02:00（夏令时）。

## 行政
罗克迪尔的邮政编码为30440，INSEE市镇编码为30220。

## 政治
罗克迪尔所属的省级选区为勒维冈县。

## 人口

1962-2008年间罗克迪尔人口变化图示

罗克迪尔于2022年1月1日时的人口数量为265人。